# Johan Christopher Frenckell (1789–1844)
Johan Christopher Frenckell, född 22 juni 1789 i Åbo, död 16 april 1844 i Helsingfors, var en finländsk boktryckare. Han var son till Johan Christopher Frenckell (1757–1818) och far till Frans Vilhelm och Otto Reinhold Frenckell.
Frenckell blev 1804 student vid Kungliga Akademien i Åbo och 1814 faderns bolagsman och övertog efter dennes död det redan betydande boktryckeriet, som ytterligare utvecklades av honom, bland annat genom anläggning (1825) av det första stilgjuteriet i Finland samt genom inköp (1832) av ett pappersbruk i Tammerfors. Detta utvidgades 1840–42 genom inrättande av den första maskinpappersfabriken i Finland. 
Vid Åbo brand 1827 förlorade han största delen av sin betydande förmögenhet, men omedelbart efter denna olycka återupptog han med kraft affärerna, vilka då till största delen flyttades till Helsingfors, under det en mindre del fortfarande sköttes i Åbo. Från denna tid började han framför allt utveckla en betydande förlagsverksamhet.